# Куинз-колледж (Оксфорд)
Куинз-колледж (англ. Queen’s College — рус. Колледж королевы) — один из старейших колледжей Оксфордского университета. Основан в 1341 году. Находится по ул. Хай-стрит. Замыкает пятёрку самых богатых колледжей университета. Также обладает одной из крупнейших среди его колледжей библиотек (около 50 тыс. томов для пользования, около 100 тыс. антикварных томов).
В наименовании колледжа следует обратить внимание на апостроф перед буквой «s», так как колледж посвящён исключительно королеве Англии Филиппе Геннегау (сравните с кембриджским Queens' College, посвящённым двум королевам). Поэтому написание названия колледжа по-английски должно быть с артиклем «The»: The Queen’s College. Первоначально колледж назывался «Оксфордский холл учёных Королевы» (Hall of the Queen’s scholars of Oxford), затем просто Куинз-холл (Queen’s Hall) или даже — Куинзхолл (Queenshall). В 1985 году название колледжа было изменено на нынешнее.
Исторически был связан с Северной Англией.
Нынешние здания колледжа датируются постройкой начала 18 века.
Колледж обеспечивает проживанием всех студентов, которые с каждым годом учёбы живут все ближе и ближе к колледжу, а с третьего года учёбы — в нём самом. Комнаты для жилья распределяются случайным образом и оплачиваются одинаково вне зависимости от их размера и расположения. Здесь один из наиболее разнообразных составов клубов и обществ. Особое место занимает спорт. Питание в колледже было признано студенческой газетой лучшим из всех колледжей университета.
Библиотека колледжа располагает одной из самых ценных в мире коллекций средневековых рукописей и документов.
Среди известных выпускников колледжа комик Роуэн Аткинсон (известен как мистер Бин), один из создателей WWW Тим Бернерс-Ли, австралийский политик Тони Эбботт, король Англии Генрих V, астроном и геофизик Эдмунд Галлей, астроном и космолог Эдвин Хаббл, богослов Джон Уиклиф, основатель утилитаризма Иеремия Бентам, поэт и государственный деятель Джон Дэвис, генерал-лейтенант Джон Хоксуорт, индийский государственный деятель  Али Явар Джунг и др.